# Tre mand frem for en trold
Tre mand frem for en trold er en dansk komediefilm fra 1967, skrevet og instrueret af Knud Leif Thomsen.

## Medvirkende
- Lone Hertz
- Jørgen Ryg
- Axel Strøbye
- Ebbe Rode
- John Price
- Palle Huld
- Lis Adelvard
- Søren Strømberg